# Agrarsocialism
Agrarsocialism är en ekonomisk-politisk inriktning som syftar till att avskaffa den privata äganderätten till jord och andra naturtillgångar, eller att den intäkt som jorden ger, jordräntan, konfiskeras av staten eller kommunen genom beskattning. Motiveringen till detta krav är att markägare genom jordräntan får en stadigt ökande intäkt som de inte gjort någon motprestation för att få, utan som uteslutande beror på befolkningsökning och tekniska framsteg. Inriktningen fick särskilt politisk betydelse genom den så kallade georgismen, som utvecklades av den amerikanska socialekonomen Henry George (1839-1897).